# Ivo Pinto
Ivo Daniel Ferreira Mendonça Pinto (* 7. Januar 1990 in Lourosa), kurz Ivo Pinto, ist ein portugiesischer Fußballspieler.

## Karriere

### Im Verein
Ivo Pinto spielte als Jugendlicher zunächst für seinen Heimatverein Lusitânia FC, ehe er 2002 in die Jugendabteilung von Boavista Porto wechselte und von dort sechs Jahre später zum Stadtrivalen FC Porto. Im Jahr 2009 rückte er in den Profikader des Vereins auf. Allerdings bestritt er für den FC Porto kein einziges Ligaspiel. Stattdessen wurde er erst an den Zweitligisten Gil Vicente FC, dann an den Erstligisten Vitória Setúbal und schließlich an den Zweitligisten SC Covilhã ausgeliehen. Während er, obwohl er bei Vitória Setúbal am 13. Dezember 2009 zu seinem Debüt in der Primeira Liga kam, bei den beiden erstgenannten Klubs kaum Einsatzzeiten erhielt, gehörte Pinto in Covilhã zur Stammformation und bestritt 22 Zweitligaspiele. Zur Saison 2011/12 wurde er daraufhin vom Rio Ave FC verpflichtet, allerdings im Anschluss erneut umgehend an den Erstligakonkurrenten União Leiria ausgeliehen. Dort absolvierte Pinto in der Folge 25 Erstligabegegnungen. Am Saisonende stieg er mit dem Verein jedoch ab. Zu Beginn der Saison 2012/13 wechselte Pinto zum rumänischen Erstligisten CFR Cluj, mit dem er am Ende der Spielzeit das Pokalfinale erreichte. Im Anschluss wurde er vom kroatischen Rekordmeister Dinamo Zagreb unter Vertrag genommen, mit dem er in den Spielzeiten 2013/14 und 2014/15 die Meisterschaft gewann. Im Januar 2016 wechselte er für die Ablösesumme von 3,7 Mio. Euro zu Norwich City in die englische Premier League. Zur Saison 2019/20 kehrte er zu Dinamo Zagreb zurück und erhielt einen Dreijahresvertrag. In der Rückrunde jener Spielzeit wurde er an den portugiesischen Erstligaaufsteiger FC Famalicão ausgeliehen, und zur Saison 2020/21 an den Rio Ave FC. Ende August 2021 wechselte Pinto auf Leihbasis zu Fortuna Sittard. Im Sommer 2022 wurde fest von Sittard verpflichtet.

### In der Nationalmannschaft
Ivo Pinto bestritt über 30 Länderspiele für Portugals Nachwuchsnationalteams. Im Oktober 2014 wurde er von Nationaltrainer Fernando Santos erstmals in den Kader der A-Nationalmannschaft berufen.

## Erfolge
- Kroatischer Meister: 2013/14, 2014/15
- Kroatischer Pokalsieger: 2014/15